# SaGa Frontier
SaGa Frontier (サガ フロンティア?, SaGa Furontia) è un videogioco di ruolo sviluppato dalla Square per PlayStation e pubblicato in Giappone l'11 luglio 1997. Il gioco è stato in seguito pubblicato dalla Sony Computer Entertainment (SCEA) in America del Nord il 25 marzo 1998. È il settimo titolo nella serie SaGa ed il primo ad essere pubblicato per PlayStation. Il videogioco è stato diretto e prodotto da Akitoshi Kawazu con l'aiuto del progettista capo Koichi Ishii e del compositore Kenji Itō.

una schermata di SaGa Frontier

La trama di SaGa Frontier si svolge nell'universo fantasy di "The Regions", un gruppo di mondi con vari gradi di cultura, razze uniche, tecnologie e magia. Il gioco permette al giocatore di seguire le gesta di uno dei sette protagonisti, ognuno con la propria storia ed un proprio obiettivo. Il sistema di gioco "Free Scenario System" offre una grande quantità di gameplay non lineare, permettendo al giocatore di muoversi liberamente tra molte delle regioni, interagire con gli altri personaggi, e prendere parte a combattimenti a turni.
I Sette protagonisti giocabili, ognuno con la propria storia, sono:
- Red: Ragazzino a cui sono stati donati dei superpoteri che gli consentono di tramutarsi nel supereroe Alkaiser. Cerca l'assassino di suo padre.
- Blue: Abilissimo mago, desideroso di apprendere e padroneggiare le più potenti arti magiche, per poter sconfiggere la propria nemesi, suo fratello Rouge.
- Asellus: Ragazza rapita dal re dei mistici Lord Ourlouge, divenuta capace di usare particolari abilità  dopo la trasfusione di sangue con quest'ultimo. Riuscirà a fuggire dal regno dei mistici grazie all'aiuto del misterioso Zozma.
- Riky:(Coon nella versione giapponese) Piccolo esserino alla ricerca dei 9 anelli magici, nel disperato tentativo di salvare la terra, ormai morente, della propria specie.
- Emelia: Ragazza ingiustamente accusata del omicidio del proprio fidanzato, riuscirà a fuggire di prigione con la speranza di trovare il vero assassino.
- T260G: Piccolo robottino che ha dimenticato la propria missione. Grazie a due ragazzini che lo hanno ritrovato e fatto riparare, cercherà di recuperare i dati persi.
- Lute: Uno spensierato menestrello amante della libertà. Resterà suo malgrado coinvolto in un complotto tra organizzazioni segrete.

SaGa Frontier ha avuto un buon successo commerciale, con oltre un milione di copie vendute in tutto il mondo. Nel 1997 è stato il quinto titolo di maggior successo commerciale in Giappone ed il quindicesimo titolo più venduto per PlayStation di sempre in Giappone. Il gioco è stato generalmente ben accolto in Giappone ed è stato ripubblicato sotto alcune etichette di best seller, nonché per il PlayStation Store. Una versione rimasterizzata verrà pubblicata il 15 aprile 2021 per iOS, Android, PlayStation 4, Microsoft Windows e Nintendo Switch. Questa versione aggiunge una nuova storia scartata dal rilascio originale (per motivi di tempo e limiti hardware) incentrata su Fuse, un poliziotto dell'IRPO (InterRegional Police Organization).